# Sint-Martinuskerk (Westrem)

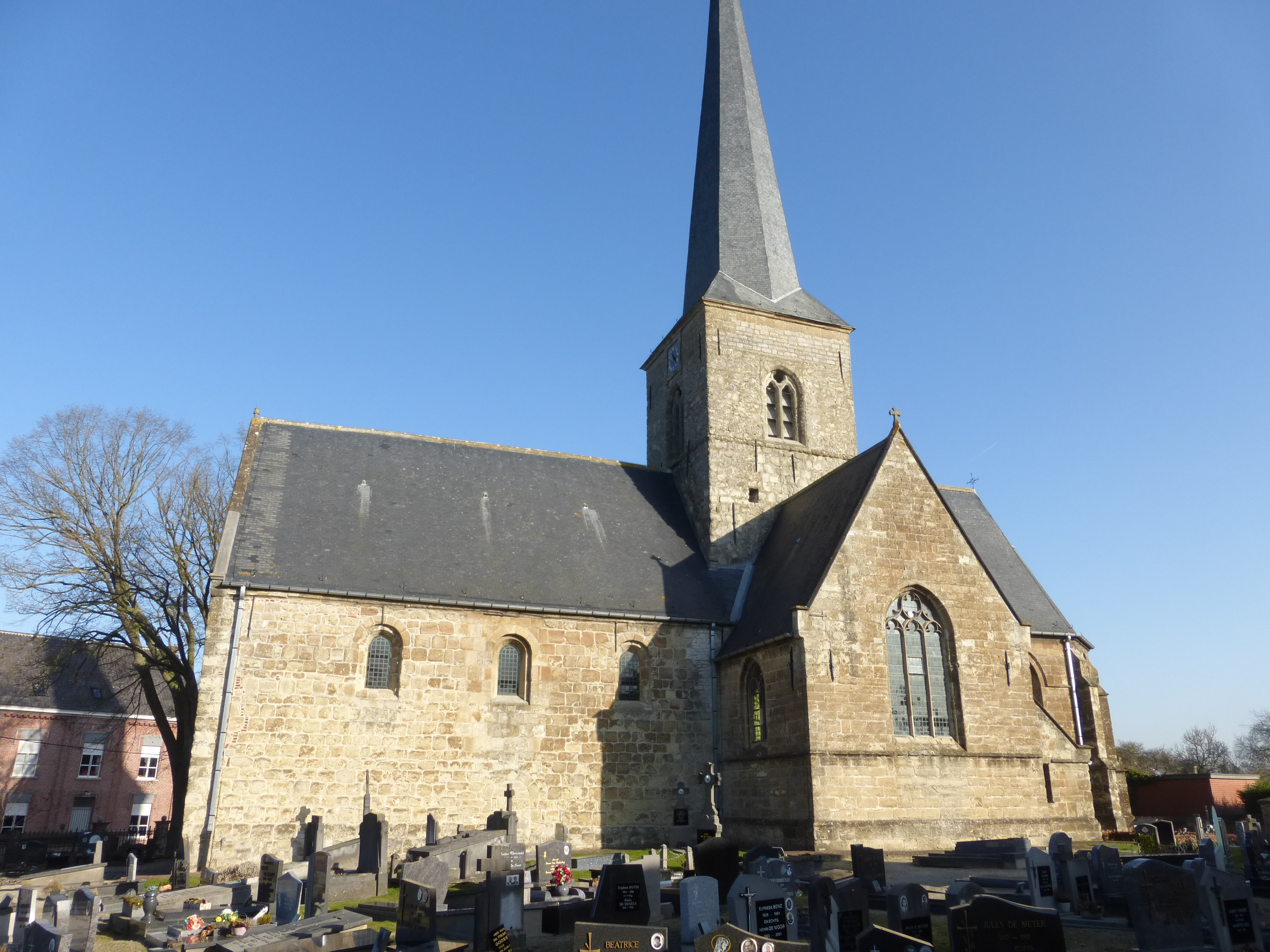
Sint-Martinuskerk

De Sint-Martinuskerk is de parochiekerk van de tot de Oost-Vlaamse gemeente Wetteren behorende plaats Westrem, gelegen aan de Westremstraat 1.

## Geschiedenis
De vroegste schriftelijke melding van een kerk in Westrem is van 1145, toen bevestigd werd dat het patronaatsrecht van de kerk aan de Gentse Sint-Pietersabdij toebehoorde. Er was toen een romaans zaalkerkje waarvan het kerkschip, opgetrokken in Lediaanse steen, nog bewaard is gebleven. Op de plaats van het koor werd omstreeks 1300 een toren opgetrokken waar in de 15e eeuw aan de zuidzijde een kapel tegenaan werd gebouwd, alles eveneens in Lediaanse steen.
In de 16e eeuw werd de toren verhoogd en ook het laatgotisch koor werd toen gebouwd. In 1595 brandde het schip en de zuidelijke transeptarm af. Wederopbouwactiviteiten volgden van 1602-1614. De noordelijke transeptarm is 17e-eeuws en gebouwd in baksteen en zandsteen. In 1752 werd het schip van een stucplafond voorzien. Uit de tweede helft van de 18e eeuw is onder meer het portaal in Lodewijk XVI-stijl, gebouwd in blauwe hardsteen. Restauratie van de kerk vond onder meer plaats in 1902 en 1971.

## Gebouw
Het betreft een georiënteerde kruiskerk met een vieringtoren op vierkante plattegrond. De kerk heeft een vijfzijdig afgesloten koor en twee ongelijke transeptarmen.

## Interieur
Het interieur wordt overkluisd door een vlakke gepleisterde zoldering.
De kerk bezit een 19e-eeuws schilderij van de Kruisafneming, mogelijk van de hand van Bruno Boucquillon en een kopie van een schilderij van Peter Paul Rubens. De Marteling van de Heilige Laurentius is een schilderij door Anselmus van Hulle uit 1632. Uit de 17e eeuw zijn de schilderijen Onze-Lieve-Vrouw en Jezuskind schenken een rozenkrans aan de heiligen Dominicus Guzman en Hyacinthus Odrowac en Marteling van Heilige Hippolytus soldaat of cipier.
De beelden in de kerk zijn 19e-eeuws. Het hoofdaltaar is 18e-eeuws, het zuidelijk Sint-Laurentiusaltaar is 17e-eeuws. Het noordelijk zijaltaar is gewijd aan Onze-Lieve-Vrouw en het Heilig Kruis.
De lambrisering in het koor is van omstreeks 1750. De communiebank is uit de eerste helft van de 18e eeuw, evenals de biechtstoel. Het Van Peteghemorgel is van 1790.